# Zofia Szczęśniewska
Zofia Szczęśniewska, née le 31 août 1943 à Varsovie et morte dans la même ville le 2 décembre 1978, est une joueuse de volley-ball polonaise.

## Carrière
Zofia Szczęśniewska participe aux Jeux olympiques de 1964 à Tokyo et aux Jeux olympiques de 1968 à Mexico. Elle remporte la médaille de bronze avec l'équipe nationale de Pologne lors de ces deux compétitions.